# Guanxi
Il termine guanxi (關係T, 关系S, guānxiP, kuan-hsiW) indica, nella società cinese, un sistema di relazioni molto profonde, una trama di rapporti sociali ed economici, in una rete sociale interpersonale che si forma sin dalla scuola (i genitori infatti scelgono una scuola dove il figlio potrà inserirsi in un gruppo sociale su cui fondare i propri punti d'appoggio in età adulta). Il guanxi è dunque un reticolo di contatti (che si forma in un arco temporale molto lungo) a cui un individuo può fare riferimento quando ne necessita; ad esempio per velocizzare pratiche burocratiche, per ottenere informazioni importanti o per conseguire altri favori. Non necessariamente le guanxi devono essere dirette, ma si può raggiungere un obiettivo tramite guanxi altrui.
Questo concetto riveste un ruolo fondamentale all'interno della dottrina confuciana, la quale vede l'individuo come parte di una comunità e di un insieme di relazioni familiari, gerarchiche e amicali.

## Lian e mianzi
Concetti correlati a quello di guanxi sono il renqing (l'obbligo morale di mantenere la relazione interpersonale), il lian e il mianzi. Questi ultimi concetti sono  le due componenti della “faccia”: il lian è realizzato tramite un comportamento adeguato alla relazione (ad esempio consono alla gerarchia e allo status), mentre il mianzi rappresenta la percezione sociale del prestigio di una persona. Una perdita di lian porterebbe ad una perdita di fiducia nel proprio network sociale, mentre una perdita di mianzi comporterebbe una perdita di autorità all'interno delle guanxi. Ad esempio, interrompere di continuo mentre un superiore sta parlando gli può causare una perdita di lian, ma non di mianzi.

## Altre culture
È possibile trovare concetti simili all'interno di altre culture. Per esempio, nell'Unione sovietica si parlava di blat per indicare una rete clientelare estesa al partito unico e al mercato nero. In Occidente, invece, il guanxi è stato spesso paragonato alla nozione di capitale sociale.

## Legame con la criminalità organizzata
Il termine "guanxi", che indica un rapporto di fedeltà e lealtà tra membri di una stessa comunità, quella cinese, viene ad intrecciarsi con la criminalità organizzata cinese, le triadi cinesi perché rappresenta il suo fondamento. Infatti, si tratta di un elemento che unisce gli appartenenti ad una stessa collettività e funge da supporto ai cinesi che migrano altrove cercando lavoro o aprendo punti imprenditoriali come ristoranti o bar. Perciò è da considerare la forza di questo legame con il mondo della criminalità. 